# Isaac Schapera

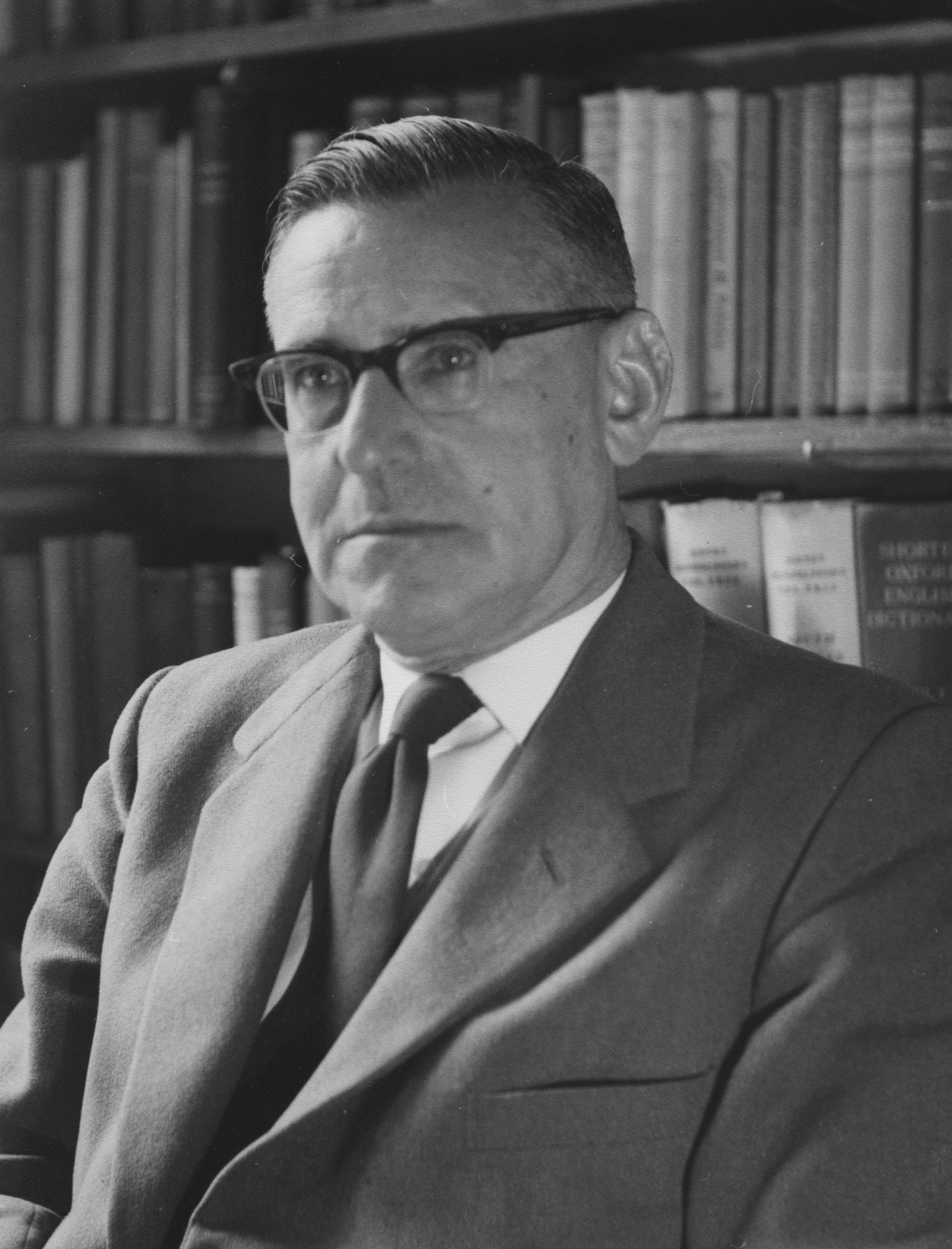
Isaac Schapera

Isaac Schapera (* 23. Juni 1905 in Garies; † 26. Juni 2003 in London) war ein britischer Anthropologe, Ethnologe und Afrikanist aus einer südafrikanisch-jüdischen Familie.

## Leben
Isaac Schapera besuchte die South African College School in Kapstadt. Anschließend studierte er an der Universität Kapstadt, wo er einer der ersten Anthropologie-Studenten von Radcliffe-Brown war. Im Jahr 1925 machte Schapera dort seinen Master of Arts. Als Schüler von Charles Gabriel Seligman an der London School of Economics and Political Science stand er auch mit Bronisław Malinowski in Kontakt. Im Jahr 1929 machte Schapera seinen Ph.D. und 1939 den D.Sc. an der University of London.
Von 1935 bis 1950 war Isaac Schapera Professor für Sozialanthropologie an der Universität Kapstadt. Anschließend war er zwischen 1950 und 1969 Professor für Anthropologie an der London School of Economics und später Professor emeritus. Im Jahr 1974 wurde Schapera Honorary Fellow der Universität. 1948 war er Gastprofessor an der University of Chicago und 1953 an der University of Toronto.

## Forschung und Werk
Schapera erforschte die indigenen Völker in Südafrika und die Geschichte ihres Kontaktes mit der sogenannten westlichen Zivilisation. Besonders nahe stand ihm das Bantu-Volk der Tswana.
Zu Klassikern der afrikanischen Ethnologie zählen seine Werke über die bantusprachigen und khoisansprachigen Volksstämme Südafrikas.
Dabei bildete eines seiner Hauptinteressen die Geschichte der San und Khoi Khoi. Zur Geschichte der Khoi in der früheren Kapprovinz verfasste er ein Sammelwerk, in das er die Werke der Niederländer Olfert Dapper (1668), Willem Ten Rhyne (1686) und Johannes Gulielmus de Grevenbroek (1695) integrierte. 
Er gab auch das Afrikanische Tagebuch und andere Schriften des Afrikaforschers David Livingstone heraus.

## Ämter und Ehrungen
- 1934: Fellow der Royal Society of South Africa (FRSSAf)
- 1958: Fellow der British Academy (FBA)
- 1954–1957: Vorsitzender der Association of Social Anthropologists of the British Commonwealth
- 1961–1963: Präsident der RAI

## Schriften
- The Khoisan Peoples of South Africa: Bushmen and Hottentots. Routledge, London 1930. Digitalisat
- A Handbook of Tswana Law and Custom. 1938
- Married Life in an African Tribe. 1940. Neuauflage: Northwestern University Press, Evanston 1966.
- Native Land Tenure in the Bechuanaland Protectorate. 1943
- Migrant Labour and Tribal Life. 1948
- Some problems of anthropological research in Kenya Colony. Internatio, 1949.
- The Bantu-speaking tribes of South-Africa: an ethnographical survey. 3. Auflage. Routledge & Paul, London 1950.
- The Ethnic Composition of Tswana Tribes. 1952.
- The Tswana: Southern Africa. Part III. 1953. Neuauflage: London International African Institute 1962. Ethnographic Survey of Africa, Hrsg. Daryll Forde.
- Praise-poems of Tswana chiefs. Clarendon Press, Oxford 1965 (Oxford Library of African Literature).
- Government and Politics in Tribal Societies. Watts. London 1956. Neuauflage: Schocken Books 1967. (Josiah Mason lectures).
- Tribal Innovators. 1970
- Rainmaking Rites of Tswana Tribes. 1971
- Kinship Terminology in Jane Austen’s Novels. 1977
- Select bibliography of South African native life and problems. Kraus, New York.

Herausgeberschaft und Bearbeitung
- The Early Cape Hottentots: described in the writings of Olfert Dapper (1668), Willem Ten Rhyne (1686) and Johannes Gulielmus de Grevenbroek (1695). Übersetzung ins Englische von I. Schapera und B. Farrington. Van Riebeeck Society, Kapstadt 1933. Neuauflage: Negro Universities Press, Westport, Conn. 1970.
- E. E. Evans-Pritchard, Raymond Firth, Bronislaw Malinowski, Isaac Schapera (Hrsg.): Essays presented to C. G. Seligman. Kegan Paul, Trench, Trubner, 1934.
- The Bantu-speaking tribes of South Africa. An ethnographical survey. Routledge & Kegan Paul, 1937.
- Family Letters 1841–1856 / David Livingstone. Chatto & Windus, London 1959.
- Livingstone’s African Journal: 1853–1856. 2 Bände. Chatto & Windus, London 1963.
- Western civilization and the natives of South Africa. Studies in culture contact. Routledge, K. Paul, London 1967.
- Select bibliography of South African native life and problems. Supplement 1/3: Modern status and conditions: 1939–1963. Kraus, New York 1969.
- Select bibliography of South African native life and problems. Hauptband. Kraus, New York 1969. Reprint der Ausgabe London 1941.
- David Livingstone South African papers. 1849–1853. Van Riebeeck Society, Kapstadt 1974.